# Лозва
Лозва (на руски: Лозьва) е река в Азиатската част на Русия, Западен Сибир, лява съставяща на река Тавда (от басейна на Тобол, Иртиш, Об), протичаща изцяло на територията на Свердловска област, с дължина 637 km, която ѝ отрежда 118-о място по дължина сред реките на Русия.
Река Лозва води началото си от езерото Лунтхусаптур, разположено източния склон на хребета Поясов Камен в Северен Урал, на 855 m н.в., в най-северната част на Свердловска област. До устието на десния си приток река Ивдел (първите 305 km) Лозва е типична планинска река – тясна долина със стръмни склонове, прагове и бързеи. След това навлиза в силно заблатената западна част на Западносибирската равнина, като протича по дъното на широка долина, по която силно меандрира, с множество старици, протоци и малки непостоянни пясъчни острови. По цялото си протежение генералното направление на реката е от север-северозапад на юг-югоизток. На 12 km северно от посьолок Гари, на 63 m н.в. се съединява с идващата отдясно река Сосва и двете дават началото на пълноводната река Тавда (ляв приток на Тобол от басейна на Иртиш и Об).
Водосборният басейн на река Лозва обхваща площ от 17,8 хил. km2, което представлява 20,2% от водосборния басейн на река Тавда и изцяло се простира на територията на Свердловска област.
Границите на водосборния басейн на реката са следните:
- на североизток и изток – водосборния басейн на река Пелим, ляв приток на Тавда;
- на югозапад – водосборния басейн на река Сосва, дясна съставяща на Тавда;
- на запад – водосборния басейн на река Волга.

Река Лозва получава 45 притока с дължина над 20 km, като 5 от тях са с дължина над 100 km:
- 332 ← Ивдел 116 / 2320
- 274 → Лявдинка 106 / 682
- 225 → Голяма Ева 107 / 1080
- 214 → Понил 144 / 1130
- 127 ← Талма 101 / 740

Подхранването на река Лозва е смесено, като преобладава снежното с ясно изразено пролетно пълноводие през май и юни, лятно-есенно маловодие от август до октомври. Среден годишен отток при село Шабурово, на 37 km от устието 135,3 m3/s. Замръзва в началото на ноември, а се размразява в края на април или началото на май.
Средномесечен отток на река Лозва (m3/s) в района на село Шабурово (на 37 km от устието) от 1968 до 1981 г.
По течението на Лозва са разположени няколко малки населени места.
Река Лозва е плавателна при високи води на 328 km от устието и се използва основно за транспортиране на дървен материал.